# Лентово (Мазовецьке воєводство)
Лентово (пол. Łętowo) — село в Польщі, у гміні Бодзанув Плоцького повіту Мазовецького воєводства.
Населення — 78 осіб (2011).
У 1975-1998 роках село належало до Плоцького воєводства.

## Демографія
Демографічна структура станом на 31 березня 2011 року:
|          | Загалом | Допрацездатний вік | Працездатний вік | Постпрацездатний вік |
| -------- | ------- | ------------------ | ---------------- | -------------------- |
| Чоловіки | 35      | 8                  | 23               | 4                    |
| Жінки    | 43      | 10                 | 21               | 12                   |
| Разом    | 78      | 18                 | 44               | 16                   |